# Бивер-Джонс, Эгги
Эгги (Агнес) Бивер-Джонс (англ. Agnes "Aggie" Beever-Jones; род. 27 июля 2003, Англия) — английская футболистка, играющая на позиции нападающего за английский «Челси» и сборную Англии.

## Клубная карьера
Бивер-Джонс выросла в Суррее, недалеко от тренировочного центра «Челси» в Кобхэме. Её дедушка, фанат «Челси»", регулярно водил её на «Стэмфорд Бридж», что пробудило у девушки интерес к футболу. В возрасте 9-10 лет её приняли в академию «Челси». В возрасте 18 лет она заключила первый свой профессиональный контракт с клубом. 27 января 2021 года дебютировала за «Челси» в матче против «Астон Виллы».
Сезоны 2021/2022 и 2022/2023 годов Эгги провела в аренде, сначала в «Бристоль Сити», а затем в «Эвертоне».
В сезоне 2023/2024 года Эгги продолжила футбольную карьеру игроком «Челси». 14 декабря 2023 года впервые сыграла в Лиге чемпионов УЕФА в матче против «Хеккен», который закончился ничьей 0:0. В январе 2024 года подписала новый контракт с «Челси» до лета 2026 года с возможностью продления ещё на год. В сезоне 2023/24 годов забила 6 голов в 12 матчах.

## Карьера в сборной
Бивер-Джонс получила свой первый вызов в сборную 14 мая 2024 года на четыре отборочных матча к Евро-2025. Дебютировала в составе взрослой сборной 12 июля, выйдя на замену на 89-й минуте в матче против Ирландии, который завершился победой со счётом 2:1.
4 апреля 2025 года Бивер-Джонс забила свой первый гол за сборную в матче Лиги Наций УЕФА против Бельгии. Месяц спустя оформила свой первый хет-трик в матче против Португалии. В июне 2025 года включена в состав сборной для участия в чемпионате Европы. В третьем матче против Уэльса забила гол на 89-й минуте и установила итоговой счёт 6:1.

## Достижения

### Клубные
Челси
- Чемпионка Англии 2023/2024 2024/2025 годов;
- Обладательница Кубка Англии 2020/2021, 2024/2025 годов;
- Обладательница Кубка английской Лиги 2024/2025 годов.

### Международные
- Чемпионка Европы: 2025